# Fort Greene (Brooklyn)
Pour les articles homonymes, voir Fort Greene.
Fort Greene est un quartier du nord-ouest de l'arrondissement de Brooklyn, à New York. Le quartier est délimité par Flushing Avenue et le Brooklyn Navy Yard au nord, Flatbush Avenue et Downtown Brooklyn à l'ouest, Atlantic Avenue et Prospect Heights au sud, et Vanderbilt Avenue et Clinton Hill à l'est. Le Fort Greene Historic District est inscrit au registre de l'État de New York et au Registre national des lieux historiques et est un quartier historique désigné par la ville de New York.